# فرانک ویلی
فرانک جوزف ویلی (به انگلیسی: Frank Joseph Whaley) (زاده ۲۰ ژوئیه ۱۹۶۳) بازیگر و کارگردان آمریکایی.

## فیلمشناسی

### سینمایی
- متولد چهارم ژوئیه (۱۹۸۹)
- سرزمین رؤیاها (۱۹۸۹)
- جی‌اف‌کی (۱۹۹۱)
- درها (۱۹۹۱)
- فرصت‌های شغلی (۱۹۹۱)
- هوفا (۱۹۹۲)
- قصه عامه پسند (داستان عامه‌پسند) (۱۹۹۴)
- شنا با کوسه‌ها (۱۹۹۴)
- پیکان‌های شکسته (۱۹۹۶)
- برنده (۱۹۹۶)
- اژدهای سرخ (۲۰۰۲)
- مدرسه راک (۲۰۰۳)
- هشت دیوانه (۲۰۰۶)
- مهمان‌پذیر (فیلم) (۲۰۰۷)
- دریل‌بیت تیلور (۲۰۰۸)
- نمایش جیمی
- سلطان جو
- جینی جونز (۲۰۱۰)
- سرقت از اوباش (۲۰۱۴)
- ماشین‌های هیولا (۲۰۱۷)
- شیادان (۲۰۱۹)

### تلویزیونی
- بوستون لیگال (۲۰۰۷)
- مهره سوخته (۲۰۱۰)
- آلکاتراز (۲۰۱۲)
- دکتر هاوس
- ان‌سی‌آی‌اس